# Synodontis eupterus
Synodontis eupterus es una especie de peces de la familia Mochokidae en el orden de los Siluriformes.

## Morfología

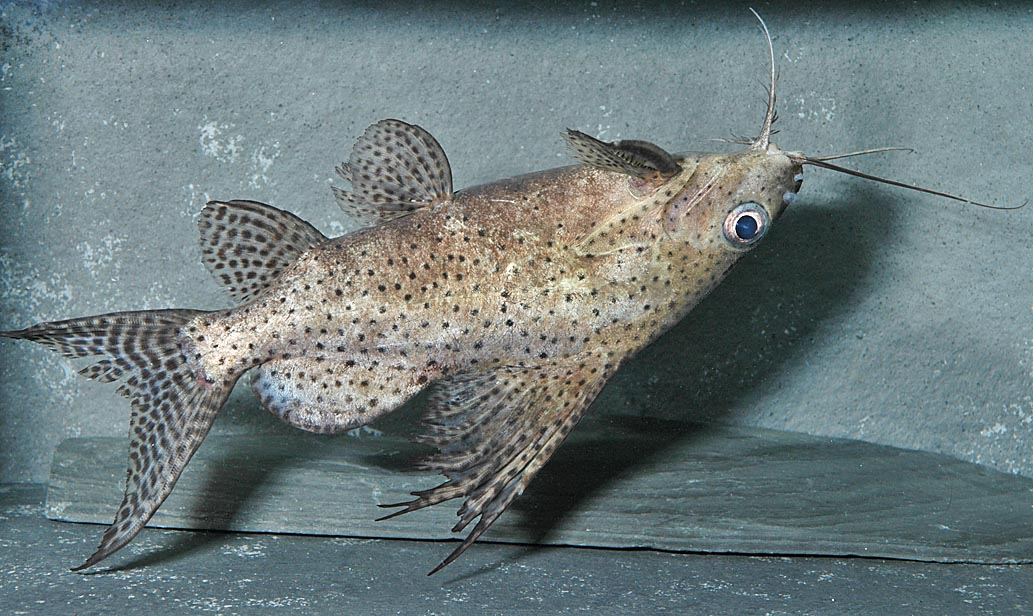
Synodontis eupterus para conseguir alimentos frecuentemente nada o flota boca arriba, como su primo el pez gato acostado (Synodontis nigriventris).

Los machos pueden llegar alcanzar los 30 cm de  longitud total.

## Hábitat
Es un pez de agua dulce.

## Distribución geográfica
Se encuentran en África: cuencas de los ríos Nilo Blanco y  Níger.